# Dear John (film)
Dear John è un film del 2010 diretto da Lasse Hallström. Il film è un adattamento cinematografico del romanzo di Nicholas Sparks Ricordati di guardare la luna e racconta la storia d'amore tra John Tyree e Savannah Lynn Curtis, interpretati da Channing Tatum e Amanda Seyfried.

## Trama
John Tyree è un ragazzo ribelle, cresciuto senza madre, che vive assieme al padre, con il quale ha un rapporto tormentato. Per placare la sua inquietudine adolescenziale, John decide di arruolarsi nell'esercito, così viene mandato per qualche tempo oltre oceano per servire la patria. Tornato a casa in licenza, John passa la maggior parte del suo tempo a praticare surf. Un giorno, recuperando una borsa caduta in mare, conosce la bella Savannah Lynn Curtis.
Tra i due ragazzi scatta subito il colpo di fulmine, trascorrendo ogni istante assieme, fino al giorno in cui John è costretto a ripartire. Da quel momento John e Savannah si ripromettono di tenersi in contatto scrivendosi appassionate lettere d'amore.
Dopo un anno John sta per tornare a casa per vivere serenamente la sua storia d'amore con Savannah, ma gli attentati dell'11 settembre 2001 gli faranno cambiare progetto. Decide quindi di riconfermare la ferma per altri due anni, continuando il rapporto epistolare con Savannah. Quest'ultima però risente della lontananza e spinta dal bisogno di aiutare l'amico Tim e il figlio autistico Alan decide di lasciare John per sposare Tim. Il titolo del film allude proprio a questo gesto: nella cultura popolare statunitense l'espressione "Dear John" sta a indicare una lettera nella quale una moglie comunica al proprio marito, solitamente un militare, la volontà di divorziare da lui.
Poco tempo dopo aver ricevuto la lettera in cui viene lasciato, John viene ferito in Afghanistan. Dopo tre mesi di ospedale in Germania, essendo ancora innamorato inevitabilmente di Savannah, decide di restare nell'esercito per fare carriera. Tornerà a casa solo nel 2007, da sergente, poiché il padre è stato colpito da ictus. Trascorre con lui gli ultimi giorni prima della morte, per poi andare a trovare Savannah. Qui scopre che Tim ha un linfoma in fase terminale e che Savannah non ha più soldi per poter sottoporre Tim a cure sperimentali contro il tumore. Scopre anche, proprio grazie a Tim, che lei lo ama ancora e capisce che la scelta di lasciarlo non è stata semplice, ma dettata dal fatto che lei volesse aiutare Tim, che la amava da tempo, e per dare una madre ad Alan. John decide allora di vendere la preziosa collezione di monete del padre e fa una donazione anonima a Savannah, per poter dare qualche mese in più di vita a Tim.
Torna quindi nell'esercito dicendo addio a Savannah, nonostante sia palese a entrambi il sentimento di amore che ancora li lega profondamente.
Una lettera di Savannah informa John che Tim è mancato. Nella scena finale John, ormai congedato dall'esercito, incontra casualmente Savannah in un bar e i due si abbracciano.

## Distribuzione
Il film è uscito nelle sale cinematografiche statunitensi il 5 febbraio 2010, mentre in quelle italiane il 7 maggio 2010.

## Accoglienza

### Incassi
A fronte di un budget di 25 milioni di dollari, il film ha incassato complessivamente 114977104 $.